# Jumping Amsterdam
Jumping Amsterdam is een van de grootste paardensportevenementen van Nederland.  Het concours wordt jaarlijks gehouden in de RAI in Amsterdam. Het is bedoeld voor ruiters en -amazones uit binnen- en buitenland.

## Geschiedenis
De eerste keer dat Jumping Amsterdam werd gehouden was in 1958 in het "oude RAI-gebouw" in Amsterdam. Voorzitter was oud-voetballer en chirurg Hans Tetzner. In 1961 kwam het nieuwe RAI-complex aan het Europaplein gereed en kon Jumping Amsterdam voortaan daar gehouden worden. De eerste jaren was het evenement een groot succes, maar in het begin van de jaren negentig beleefde het evenement een dieptepunt en kon nauwelijks nog meer dan 15.000 à 20.000 bezoekers trekken.
Na een aantal veranderingen en uitbreidingen, zoals een tweede hal met losrijpiste die opengesteld werd voor het publiek, nam de belangstelling weer toe.
Vanaf de eeuwwisseling kwamen er alweer meer dan 50.000 bezoekers op het vierdaagse evenement af.
In januari 2009 werd de vijftigste editie van dit evenement gehouden.
De koninklijke familie is een groot fan van Jumping Amsterdam en prinses Beatrix is dan ook een vaste bezoeker van het evenement evenals koning Willem Alexander en zijn vrouw Maxima.
In 2021 en 2022 moest het evenement worden afgelast vanwege de coronapandemie die in 2020 uitbrak, waardoor Nederland begin 2021 en begin 2022 bijna volledig stil lag.

## Winnaars
- 2025 Grote Prijs springen: Marc Houtzager  Nederland Sterrehof's Dante
- 2025 Wereldbeker dressuur: Charlotte Fry  Engeland Glamourdale
- 2024 Grote Prijs springen: Daniel Coyle  Ierland Legacy
- 2024 Wereldbeker dressuur: Charlotte Fry  Engeland Everdale
- 2023 Grote Prijs springen: Julien Epaillard  Frankrijk Donatello d'Auge
- 2023 Wereldbeker dressuur: Dinja van Liere  Nederland Hermes N.O.P.
- 2021 en 2022: Geen Jumping Amsterdam vanwege het SARS-CoV-2-virus
- 2020 Grote Prijs springen: Marc Houtzager  Nederland Sterrehof's Dante
- 2020 Wereldbeker dressuur: Isabell  Werth  Duitsland Weihegold Old
- 2019 Grote Prijs springen: Henrik von Eckermann  Zweden Toveks Mary Lou
- 2019 Wereldbeker dressuur: Isabell  Werth  Duitsland Weihegold Old
- 2018 Grote Prijs springen: Marc Houtzager  Nederland Calimero
- 2018 Wereldbeker dressuur: Isabell  Werth  Duitsland Weihegold Old
- 2017 Grote Prijs springen: Patrice Delaveau  Frankrijk Lacrimoso 3
- 2017 Wereldbeker dressuur: Isabell  Werth  Duitsland Weihegold Old
- 2016 Grote Prijs springen: Maikel van der Vleuten  Nederland Arera C
- 2016 Wereldbeker dressuur: Isabell  Werth  Duitsland Weihegold Old
- 2015 Grote Prijs springen: Willem  Greve  Nederland Carambole
- 2015 Wereldbeker dressuur: Charlotte Dujardin  Verenigd Koninkrijk Valegro
- 2014 Grote Prijs springen: John  Whitaker  Verenigd Koninkrijk Argento
- 2014 Wereldbeker dressuur: Charlotte Dujardin  Verenigd Koninkrijk Valegro
- 2013 Grote Prijs springen: Frank Schuttert  Nederland Winchester HS
- 2013 Wereldbeker dressuur: Helen Langehanenberg  Ierland Damon Hill NRW
- 2012 Stoeterij Sterrehof Grand Prix springen: Jessica Kurten  Ierland Vincente
- 2012 Wereldbeker dressuur: Adelinde Cornelissen  Nederland Jerich Parzival
- 2011 BMC Grote Prijs springen: Michael Whitaker  Verenigd Koninkrijk GIG Amai
- 2011 Wereldbeker dressuur: Adelinde Cornelissen  Nederland Jerich Parzival
- 2010 BMC Grote Prijs springen: Billy Twomey  Ierland Je t'aime Flamenco
- 2010 Wereldbeker dressuur: Edward Gal  Nederland Moorlands Totilas
- 2009 BMC Grote Prijs springen: Billy Twomey  Ierland Je t'aime Flamenco
- 2009 Wereldbeker dressuur: Anky van Grunsven  Nederland IPS Painted Black
- 2008 BMC Grote Prijs springen: Gert Jan Bruggink  Nederland Sarantos
- 2008 Wereldbeker springen: Mikael Forsten  FinlandIsaac du Jonquet
- 2008 Wereldbeker dressuur: Anky van Grunsven  Nederland IPS Salinero
- 2007 BMC Grote Prijs springen: Maikel van der Vleuten  Nederland Audi's Parmala Douche
- 2007 Wereldbeker springen: Markus Beerbaum  Duitsland Leena
- 2007 Wereldbeker dressuur: Imke Schellekens-Bartels  Nederland Sunrise
- 2007 Wereldbeker mennen: IJsbrand Chardon  Nederland
- 2006 BMC Grote Prijs springen: Michael Whitaker  Verenigd Koninkrijk Insul Tech Quidame des Hayettes Z
- 2006 FEI World Cup Dressage Final: Anky van Grunsven  Nederland Keltec Salinero
- 2005 Grote Prijs springen: Rodrigo Pessoa  BraziliëSigane van de Grundeval
- 2005 Wereldbeker springen: Lars Nieberg  Duitsland Loreana
- 2005 Wereldbeker dressuur: Edward Gal  Nederland Lingh
- 2004 Grote Prijs springen: Gerco Schröder  Nederland Eurocommerce Monaco
- 2004 Wereldbeker springen: Meredith Michaels-Beerbaum  Duitsland Shutterfly
- 2004 Wereldbeker dressuur: Anky van Grunsven  Nederland Gestion Salinero
- 2001 Grote Prijs springen: Leslie Howard  Verenigde Staten Priobert de Kalvarie
- 2001 Wereldbeker springen: Leslie Howard  Verenigde Staten Priobert de Kalvarie
- 2001 Wereldbeker dressuur: Arjen Teeuwissen  Nederland Gestion Goliath T
- 2000 Grote Prijs springen: Ludger Beerbaum  Duitsland Goldfever 3
- 2000 Wereldbeker springen: Rene Tebbel  Duitsland Meurer’s Le Patron
- 2000 Wereldbeker dressuur: Rudof Zeilinger  Duitsland Livijno
- 1999 Grote Prijs springen: Elise Haas  Verenigde Staten Mr. Blue
- 1999 Wereldbeker dressuur: Anky van Grunsven  Nederland Gestion Bonfire
- 1998 Grote Prijs springen: Robert Smith  Verenigd Koninkrijk Senator for the Best
- 1998 Wereldbeker dressuur: Anky van Grunsven  Nederland Gestion Olympic TCN Partout
- 1997 Grote Prijs springen: Markus Fuchs  ZwitserlandInterpane Adelfos
- 1997 Wereldbeker dressuur: Anky van Grunsven  Nederland Olympic TCN Partout
- 1996 Grote Prijs springen: Jos Lansink  Nederland Bachus Z
- 1996 Wereldbeker dressuur: Isabell Werth  Duitsland Welcome 082
- 1995 Grote Prijs springen: Markus Fuchs  Zwitserland Interpane Adelfos
- 1995 Wereldbeker dressuur: Anky van Grunsven  Nederland Cameleon Cocktail
- 1994 Grote Prijs springen: Ludger Beerbaum  Duitsland Sprehe Ratina Z
- 1994 Wereldbeker dressuur: Anky van Grunsven  Nederland Olympic Bonfire
- 1993 Grote Prijs springen: Jos Lansink  Nederland Libero H
- 1993 Wereldbeker dressuur: Klaus Balkenhol  Duitsland Goldstern
- 1992 Grote Prijs springen: Piet Raymakers  Nederland Rinntou Z
- 1992 Wereldbeker dressuur: Monica Theodorescu  Duitsland Ganimedes
- 1991 Grote Prijs springen: Eric Navet  Frankrijk Wait Quito de Baussy
- 1991 Wereldbeker dressuur: Tineke Bartels  Nederland Olympic Duphar’s Courage
- 1990 Grote Prijs springen: Jos Lansink  Nederland Optiebeurs Egano
- 1990 Wereldbeker dressuur: Nina Menkova  Slovenië Dikson
- 1989 Grote Prijs springen: Herve Godignon  Frankrijk Moet Chandon La Belletiere
- 1989 Wereldbeker dressuur: Sven Rothenberger  Duitsland Andiana
- 1988 Grote Prijs springen: Rob Ehrens  Nederland Olympic Sunrise
- 1987 Grote Prijs springen: Pierre Durand  Frankrijk Jappeloup de Luze
- 1986 Grote Prijs springen: Wiljan Laarakkers  NederlandUp-to-date
- 1985 Grote Prijs springen: John Whitaker  Verenigd Koninkrijk Hopscotch
- 1984 Grote Prijs springen: Willi Melliger  ZwitserlandBeethoven II
- 1983 Grote Prijs springen: David Broome  Verenigd Koninkrijk Last Resort
- 1982 Grote Prijs springen: Rob Ehrens  Nederland Surprice
- 1981 Grote Prijs springen: Edgar Cuepper  BelgiëCyrano
- 1980 Grote Prijs springen: Franke Sloothaak  Duitsland Argonaut
- 1979 Grote Prijs springen: David Broome  Verenigd Koninkrijk Sportsman
- 1978 Grote Prijs springen: Hugo Simon  Oostenrijk Gladstone
- 1977 Grote Prijs springen: Christian Huysegoms  BelgiëCatapult
- 1976 Grote Prijs springen: Sönke Sönksen  Duitsland Kwept
- 1975 Grote Prijs springen: Malcolm Pyrah  Duitsland Severn Valley
- 1974 Grote Prijs springen: Hartwig Steenken  Duitsland Erle
- 1973 Grote Prijs springen: Hartwig Steenken  Duitsland Simona
- 1972 Grote Prijs springen: Alwin Schockemöhle  Duitsland The Robber
- 1971 Grote Prijs springen: Alwin Schockemöhle  Duitsland The Robber
- 1970 Grote Prijs springen: Nelson Pessoa  Brazilië Nagir
- 1969 Grote Prijs springen: Nelson Pessoa  Brazilië Nagir
- 1968 Grote Prijs springen: Raimondo D'Inzeo  Italië Bellevue
- 1967 Grote Prijs springen: Gerd Wildfang  Duitsland Athlet
- 1966 Grote Prijs springen: Alwin Schockemöhle  Duitsland Athlet
- 1965 Grote Prijs springen: Alwin Schockemöhle  Duitsland Exact
- 1964 Grote Prijs springen: Harvey Smith  Verenigd Koninkrijk Harvester
- 1963 Grote Prijs springen: Hans Günter Winkler  DuitslandRomanus
- 1962 Grote Prijs springen: Alain Navet  Frankrijk Luma
- 1961 Grote Prijs springen: Piero D'Inzeo  Italië Sunbeam
- 1960 Grote Prijs springen: Hans Günter Winkler  DuitslandAtoll
- 1959 Grote Prijs springen: Lt. Kol. M. Fresson  Frankrijk Grand Veneur
- 1958 Grote Prijs springen: Harry Wouters van den Oudenweijer  Nederland Luetnant